# Жорсткість Мостова
Жорсткість Мостова стверджує, що геометрія гіперболічного многовиду скінченого об'єму в розмірностях, починаючи з трьох, повністю визначається його фундаментальною групою.

## Історія
Для замкнутих многовидів теорема була доведена Джорджем Мостовим у 1968 році. Узагальнена на многовиди скінченого об'єму Марденом і Прасадом. Громов дав інше доведення — основане на симпліційному об'ємі.
До цього Вейль довів тісно пов'язані твердження. Зокрема те, що кокомпактні дії дискретних груп ізометрій гіперболічного простору розмірності не менше 3 не допускають нетривіальних деформацій.